# Пабнойкирхен
Пабнойкирхен (нем. Pabneukirchen) — ярмарочная коммуна (нем. Marktgemeinde) в Австрии, в федеральной земле Верхняя Австрия. 
Входит в состав округа Перг.  Население составляет 1726 человек (на 31 декабря 2005 года). Занимает площадь 41 км². Официальный код  —  41115.

## Политическая ситуация
Бургомистр коммуны — Йохан Бухбергер (АНП) по результатам выборов 2003 года.
Совет представителей коммуны (нем. Gemeinderat) состоит из 19 мест.
- АНП занимает 14 мест.
- СДПА занимает 5 мест.